# Jan Henne
Jan Margo Henne (Oakland, Kalifornija, 11. kolovoza 1947.) je bivša američka plivačica.
Dvostruka je olimpijska pobjednica u plivanju, a 1979. godine primljena je u Kuću slavnih vodenih sportova.